# Stelis alfredii
Stelis alfredii är en orkidéart som beskrevs av Rudolf Schlechter. Stelis alfredii ingår i släktet Stelis och familjen orkidéer. Inga underarter finns listade i Catalogue of Life.